# کیریه (موسیقی)

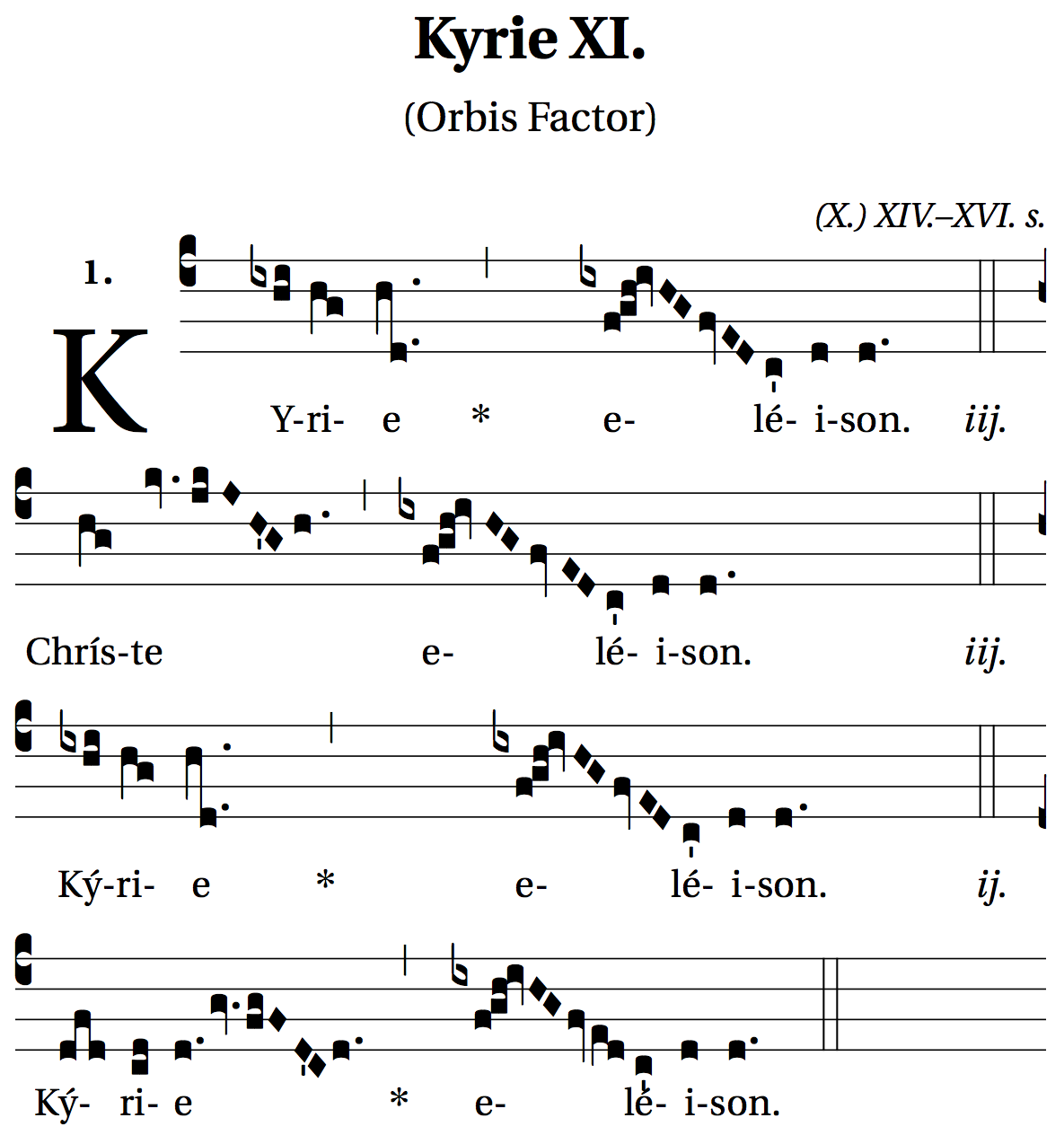
متن کیری الیسون یازدهم از لیبر اوسوالیس که با کمک نئوم‌ها نت‌نویسی شده است..

کیِریه (Κύριε) که به نام کیِریه الیسون نیز شناخته می‌شود (‎/ˈkɪərieɪ ɪˈleɪɪsɒn, -sən/‎ KEER-ee-ay il-AY-iss-on, -ən; یونانی باستان: Κύριε, ἐλέησον Kýrie eléēson به معنی «پروردگارا، رحم کن») نیز شناخته می‌شود نامی رایج برای نوعی نیایش رایج در نیایش‌سرایی میسحی است.

## ریشه نام
عبارت کیریه الیسون (به معنای «پروردگارا، رحم کن») برگرفته از عبارت یونانی ἐλέησόν με κύριε (به معنای «به من رحم کن، پروردگارا») است که در چند جای انجیل هفتادگانی آمده و خود ترجمه‌ای است بر عبارت عبری חָנֵּנִי יְהוָה (تقریباً معادل «یهوهٔ حنان» به معنای خداوند بخشنده) که در مزامیر به کرات استفاده شده است.